# Frontal de Sant Genís de Fontanes
El Frontal de Sant Genís de Fontanes era un antependi d'estil romànic realitzat pel Mestre Alexander a començament del s.XIII per al monestir de Sant Genís de Fontanes. Actualment està perdut o il·localitzable.
La informació sobre la seva existència i composició la va recollir el 1868 l'historiador Lluís de Bonnefoy a la seva obra Epigraphie roussillonnaise: "A l’interior de l'església existí un frontal d’altar pintat obra de Mestre Alexandre. Sembla que es trobava amagat al fons del transsepte meridional i que les seves mides eren 165 × 78 cm".

## Descripció
Seguint la descripció i el dibuix aportats per De Bonnefoy, al centre hi havia la figura de Crist en Majestat, assegut, amb barba i nimbe crucífer, amb la mà dreta beneint i l'esquerra recolzada sobre un llibre amb la inscripció “EGO SUM LUX MUNDI”. Sota els seus peus nus hi havia quatre fulles d'or, voltades d’una radiació blanquinosa i sobre un fons blau, que devia representar el cel. L'aurèola el·líptica i daurada que el circumdava era brodada de petites perles en relleu sobre un mateix esmalt i també amb caboixons més grossos, alternativament blaus i vermells. El fons del nimbe, també d’or, era realçat amb perles i amb fullatges finament dibuixats. La màndorla estava envoltada pel tetramorf, o l’àngel i els tres animals simbòlics (àguila, bou i lleó) nimbats i portant un rètol amb el nom de l'evangelista que representen.
A dreta i esquerra hi havia els dotze apòstols, sis a cada banda i en grups de tres. Es representaven drets, nimbats i amb els peus nus. Tots tenien un text amb el seu nom, a excepció de sant Pere, que hom distingia per l’atribut de la doble clau. Finalment, es podia veure la signatura de l’artista escrita sobre una estreta sanefa que separava en dos registres els compartiments laterals. La inscripció deia: “MAGISTER ALEXANDER: ISTA OPERA FECIT”. Potser una cinta paral·lela, posada sota els apòstols de la segona filera, donava la data precisa de l’obra, però la humitat del sòl no va deixar ni pintura, ni tela, ni fusta, només una franja ampla de 5 a 6 cm.

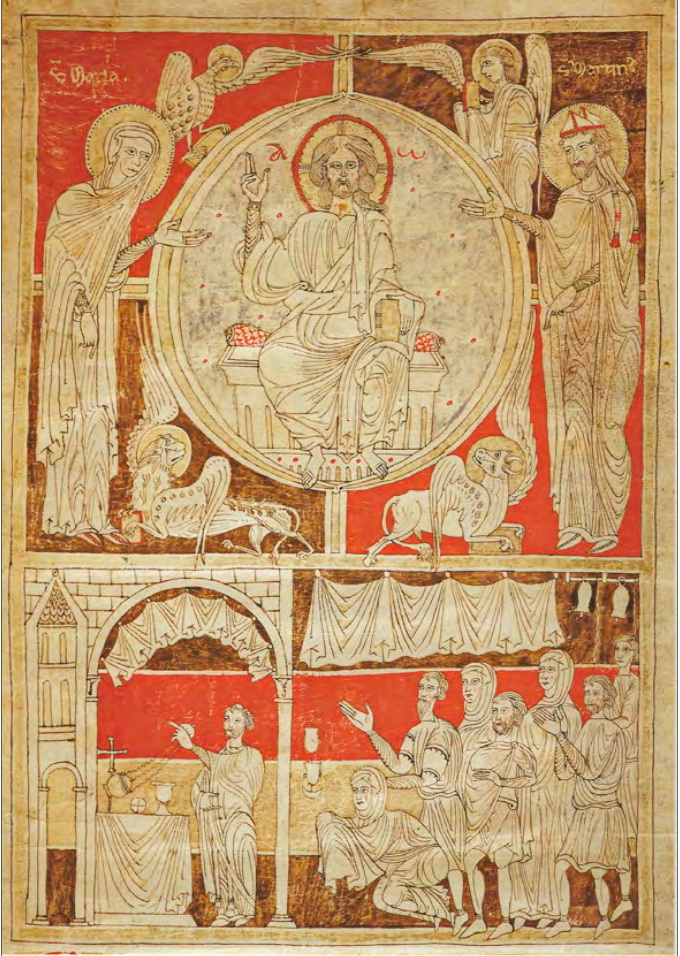
Miniatura que apareix a la Carta fundacional de la confraria de sant Martí de Canigó (1195).

La signatura dona una especial importància a aquesta taula, ja que situa l'autor com el primer pintor de taules de Catalunya que signava una obra. A més, les coincidències estilístiques van permetre l'atribució d'altres obres fins aquell moment classificades com anònimes.
El dibuix i descripció de De Bonnefoy va ser estudiat per Marcel Durliat qui va publicar els resultats a la revista "Etudes Roussillonnaises" (1951). Durliat va comparar la Maiestas Domini de Sant Genís amb el pergamí il·luminat, amb la Carta fundacional de Sant Martí del Canigó (avui a la Biblioteca de l'École nationale supérieure des beaux-arts) datat el 1195; també va establir relació amb un fragment de taula d’origen rossellonès de la col·lecció Suntag de Barcelona, amb el frontal d’altar de Baltarga (Cerdanya) i amb el d’Orellà (provinent de Sant Martí del Canigó). Totes aquestes obres testimonien una influència romana d'Orient i la datació més probable de l’obra, confirmada per l'epigrafia, en la primera meitat del segle xiii.